# Lily Cowles
Lily Cowles, née le 7 septembre 1987 , est une actrice américaine notamment connue pour son rôle d'Isobel Evans dans la série Roswell, New Mexico et celui d'Helen Park dans le jeu vidéo Call of Duty : Black Ops Cold War.

## Jeunesse et éducation
Lily Cowles nait en 1987 et grandit dans la campagne du Connecticut. Elle est la fille de l'actrice Christine Baranski et du dramaturge Matthew Cowles,. Elle a une sœur aînée, Isabel, qui est avocate[réf. nécessaire]. Son père décède d'une insuffisance cardiaque congestive en 2014.
Elle obtient un Bachelor of Arts degree in religious studies à l'Université de Princeton,.

## Carrière
Après avoir obtenu son diplôme à l'Université de Princeton, Lily Cowles déménage à Los Angeles où elle commence une carrière dans le divertissement en tant qu'assistante personnelle de Jonah Hill lors de la production de True Story. En 2015, elle fait ses débuts en tant qu''actrice dans le film Enchantments, sorti la même année.
En 2016, elle obtient un rôle récurrent dans la satire politique BrainDead puis est par la suite choisie pour interpréter le rôle d'Isobel dans la série Roswell, New Mexico, reboot de la série Roswell. En 2020, Lily Cowles joue le rôle d'Helen Park dans le jeu vidéo Call of Duty : Black Ops Cold War.

## Filmographie

### Cinéma
| Année | Titre             | Rôle    | Remarques     |
| ----- | ----------------- | ------- | ------------- |
| 2015  | Enchantments      | Cliente | Film          |
| 2018  | Stages of Android | Lily    | Court-métrage |
| 2020  | Antebellum        | Sarah   | Film          |

### Télévision
| Année     | Titre               | Rôle           | Remarques                      |
| --------- | ------------------- | -------------- | ------------------------------ |
| 2016      | BrainDead           | Germaine Healy | 4 épisodes                     |
| 2017      | Joe Goes to Therapy |                | Téléfilm                       |
| 2017      | Jones vs. the World | Aimee          | Séries TV                      |
| 2019-2022 | Roswell, New Mexico | Isabelle Evans | Le rôle principal; 52 épisodes |

### Jeux vidéo
| Année | Titre                                                 | Rôle       | Remarques |
| ----- | ----------------------------------------------------- | ---------- | --------- |
| 2020  | Call of Duty: Black Ops Cold War Call of Duty: Mobile | Helen Park | Jeu vidéo |
| 2023  | Immortals of Aveum                                    | Zendara    | Jeu vidéo |
| 2024  | Call of Duty: Black Ops 6                             | Helen Park | Jeu vidéo |